# Melificación humana

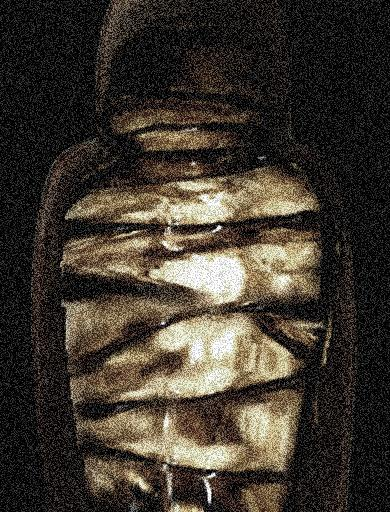
The Infamous Mellified Man ("El infame hombre melificado"), impresión artística.

La melificación humana, mencionada a veces como hombre de miel, es un supuesto proceso realizado en la Antigüedad con el fin de obtener una sustancia medicinal resultante de la disolución de un cadáver humano en miel. Este proceso es mencionado en fuentes chinas como el Bencao gangmu del farmacólogo Li Shizhen, donde se narra que en Arabia algunos ancianos que se encontraban cerca de la muerte se sometían a este proceso de «momificación en miel».
Este proceso difiere de una simple donación, pues está presente la connotación de autosacrificio. El proceso de melificación debería empezar antes de la muerte. El «donante» dejaba de ingerir todo alimento que no fuese miel, llegando incluso a bañarse en la sustancia. Poco después, sus heces (e incluso su sudor, de acuerdo con la leyenda) consistirían en miel. Cuando esta dieta resultaba fatal, el cuerpo del donante sería depositado en un profundo sarcófago de piedra, sumergido en miel. Después de algo más de un siglo, el cadáver se habría disuelto en la miel, produciendo una especie de sustancia medicinal capaz de curar un gran número de enfermedades. Este preparado sería destinado a venderse en mercadillos a alto precio.

## Orígenes
Esta leyenda árabe fue informada por primera vez en el siglo XVI por el farmacólogo chino Li Shizhen en su tratado Bencao gangmu, concretamente al final de la sección 52, en el apartado «El ser humano como medicina», en la entrada “munaiyi” (‘momia’).

## En la cultura popular
- La novela de ficción postcyberpunk The Dervish House (2010), de Ian McDonald, menciona esta sustancia.
- La canción "Sweet Bod" del album Spirit phone de Lemon Demon trata sobre esta sustancia.